# Oncideres apiaba
Oncideres apiaba là một loài bọ cánh cứng trong họ Cerambycidae.